# علوم حاشیه‌ای
علوم حاشیه‌ای به شاخه‌ای از دانش گفته می‌شود که نه جزو علوم دقیقه و نه از علوم غریبه هستند.
برخی این علوم را به‌نوعی تلاش علم برای نزدیکی به حوزهٔ متافیزیک به مفهوم غیرافلاطونی می‌دانند.
هم‌چنین برخی این علوم را روش‌هایی فکری و فرهنگی می‌دانند که توسط سیستم‌های علمی غالب در حاشیه قرار گرفته‌اند.
گاهی واژهٔ «علوم حاشیه‌ای» به جای شبه علم به کار برده می‌شود.

## در تلویزیون
سریال پرطرفدار فرینج محصول شبکهٔ تلویزیونی فاکس که از سال ۲۰۰۸ پخش آن آغاز شده به موضوع علوم حاشیه‌ای می‌پردازد.